# Exlibris

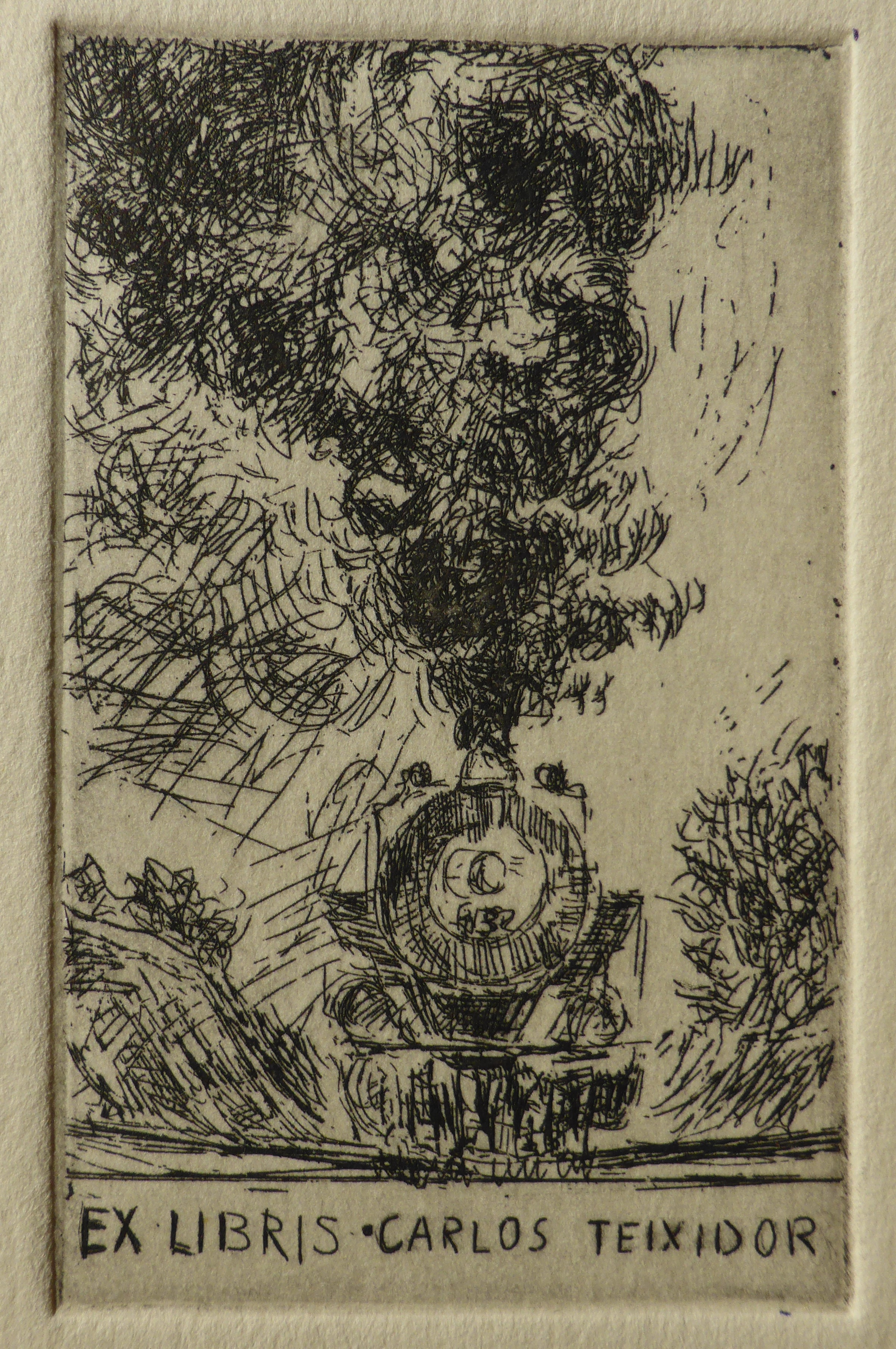
Exlibris realizado en 2016 con la técnica del grabado al aguafuerte por la artista chilena Ximena Medina Sancho.

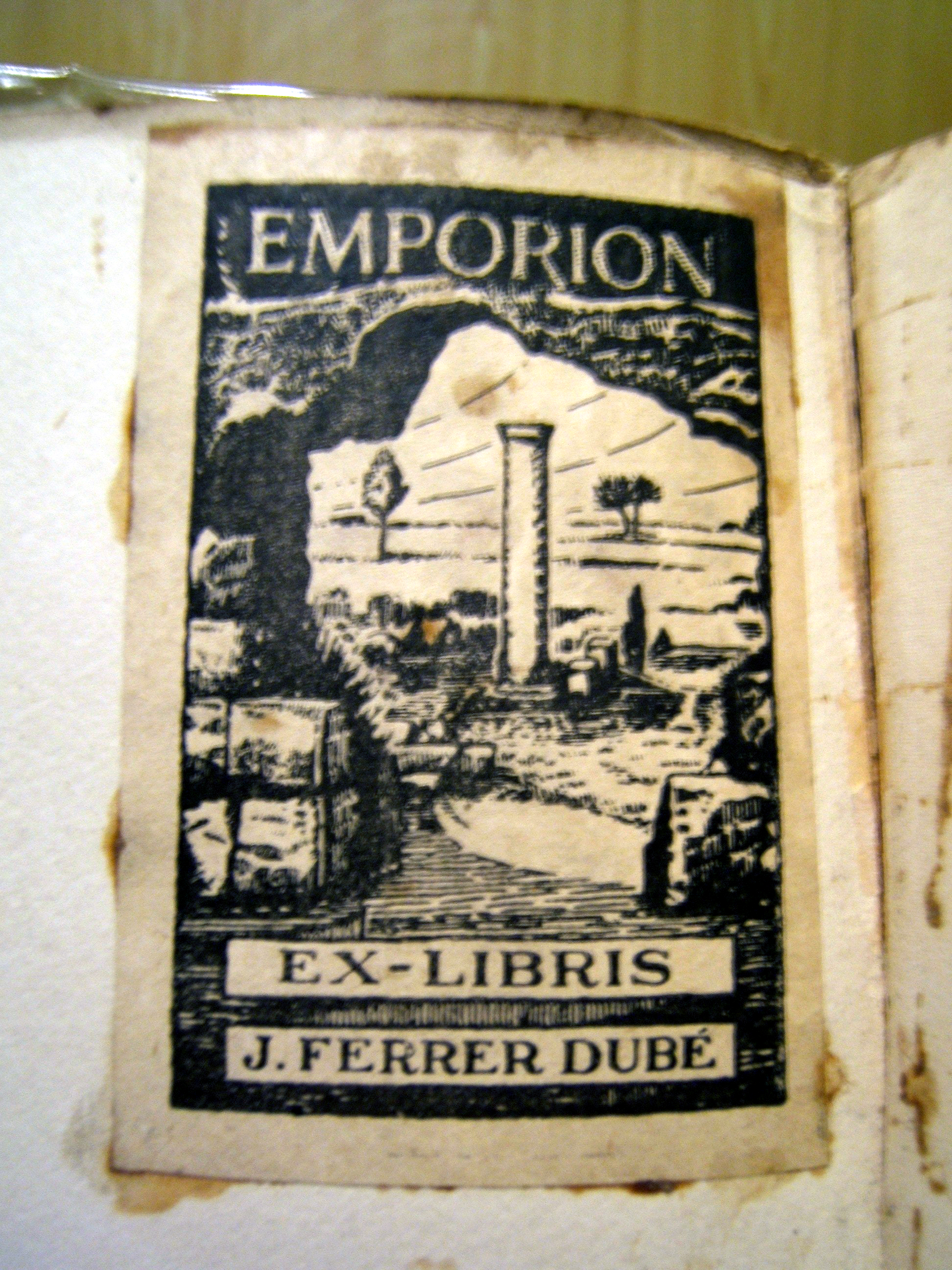
Exlibris consistente en una estampa pegada en el reverso de la cubierta de un libro. La imagen probablemente aluda al lugar de procedencia del dueño del ejemplar (Ampurias).

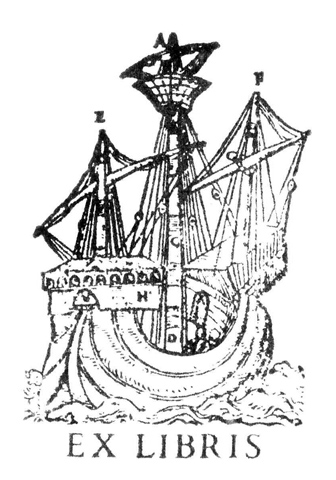
Exlibris de sello (falta el nombre del propietario).

Exlibris o ex libris (locución latina que significa, literalmente, «de entre los libros») es una marca de propiedad que normalmente consiste en una estampa (grabado), una etiqueta o un sello que suele colocarse en el reverso de la cubierta o tapa de un libro o en su primera hoja en blanco (por ejemplo, en la página del título), y que contiene el nombre del dueño del ejemplar o de la biblioteca propietaria. El nombre del poseedor va precedido usualmente de la expresión latina ex libris (o también, frecuentemente, ex bibliotheca o e-libris), aunque se pueden encontrar variantes (por ejemplo, «soy de...» o similares).

## Características
Además de la leyenda que acredita la pertenencia del libro a una biblioteca personal o institucional, por lo general el exlibris exhibe también alguna imagen. Los ejemplos más antiguos emplean escudos heráldicos; predominan también imágenes de contenido alegórico o simbólico (muchas veces acompañadas de algún lema). La tipología de las imágenes se ha ido diversificando mucho: abundan por ejemplo las relacionadas con la profesión, actividad, gremio o afición del dueño del libro, también se encuentran muchos de contenido erótico (que habitualmente señala la pertenencia del ejemplar a una colección especializada en esa temática), de tema "macabro" (con esqueletos o calaveras alusivos al paso del tiempo y a la muerte), monogramas, etcétera. Son frecuentes también los motivos relacionados con el mundo del libro y las bibliotecas.

## Técnicas
En cuanto a la elaboración de los exlibris, las técnicas empleadas han ido evolucionando y son muy variadas: antes de la invención de la imprenta, los exlibris consistían únicamente en una anotación manuscrita; desde el siglo XV, se han venido usando las diversas técnicas de grabado o estampación relacionadas con las artes del libro (xilografía, calcografía y otras) y después también la litografía, la serigrafía, el fotograbado y otras). A estos procedimientos tradicionales se añadieron posteriormente el diseño y la impresión por computadora o la reproducción fotográfica. También se emplean sellos de caucho o en seco, que producen una estampación en relieve.
Una variante es la conocida como supralibros, en la cual la marca escrita de propiedad y la imagen (usualmente heráldica) figuran en la encuadernación del ejemplar (estampados por gofrado sobre la encuadernación en piel, bordados sobre una encuadernación en tela).

## Historia

### Amenhotep III (sigloXVa.C.)
Suele citarse como primer antecedente una placa de barro cocido esmaltada en color azul con inscripciones jeroglíficas, conservada en el Museo Británico de Londres, que perteneció al faraón egipcio Amenhotep III (siglo XV a. C.) y que habría sido utilizada como marchamo de propiedad en los estuches de los rollos de papiro de su biblioteca.

### Rey Fruela I de Asturias
En cuanto a España, el primer exlibris del que se tiene noticia es el del rey Fruela I (756-768), en el reino de Asturias.

### Edad Media
Durante la Edad Media, hay ejemplos de marcas de propiedad en códices, que consistían en anotaciones manuscritas.

### Inicios de la imprenta y el grabado
Es a partir de la introducción de la imprenta y el uso de las técnicas de grabado cuando puede hablarse ya de exlibris en el sentido que se le da modernamente al término. Como se ha señalado, predominan en una primera etapa (del siglo XV al siglo XVIII) los de tipo heráldico; a partir del siglo XVIII comienzan a prevalecer las alegorías, los símbolos o los emblemas.

### SiglosXIXyXX: primeras colecciones y publicaciones y tratados especializados
A finales del siglo XIX e inicios del XX, los exlibris conocen un gran florecimiento propiciado por el modernismo. Es asimismo en esta época finisecular, la del auge de la bibliofilia, cuando crece el interés por esta afición (exlibrismo), aparecen los primeros coleccionistas, empiezan a surgir asociaciones y comienzan a celebrarse congresos y concursos. Surgen también en esta etapa los primeros estudios sobre el tema y las primeras publicaciones especializadas. En España, el primer tratadista sobre exlibris fue el Doctor Thebussem (seudónimo del erudito Mariano Pardo de Figueroa).

## Colección de exlibris de la Real Biblioteca
La Real Biblioteca conserva una colección de exlibris importante y representativa. Está formada por tres tipos de exlibris: los propios de la Real Biblioteca; los personales, pertenecientes a reyes, reinas o miembros de la Casa real, y los exlibris de los bibliófilos, cuyas colecciones de libros fueron adquiridas o donadas para la Real Biblioteca.
Su base de datos contribuye al estudio y difusión de las colecciones librarias que forman parte de la Real Biblioteca, pues identifica, describe y clasifica las diferentes marcas de posesión: el exlibris, los super libros y otras marcas personales.

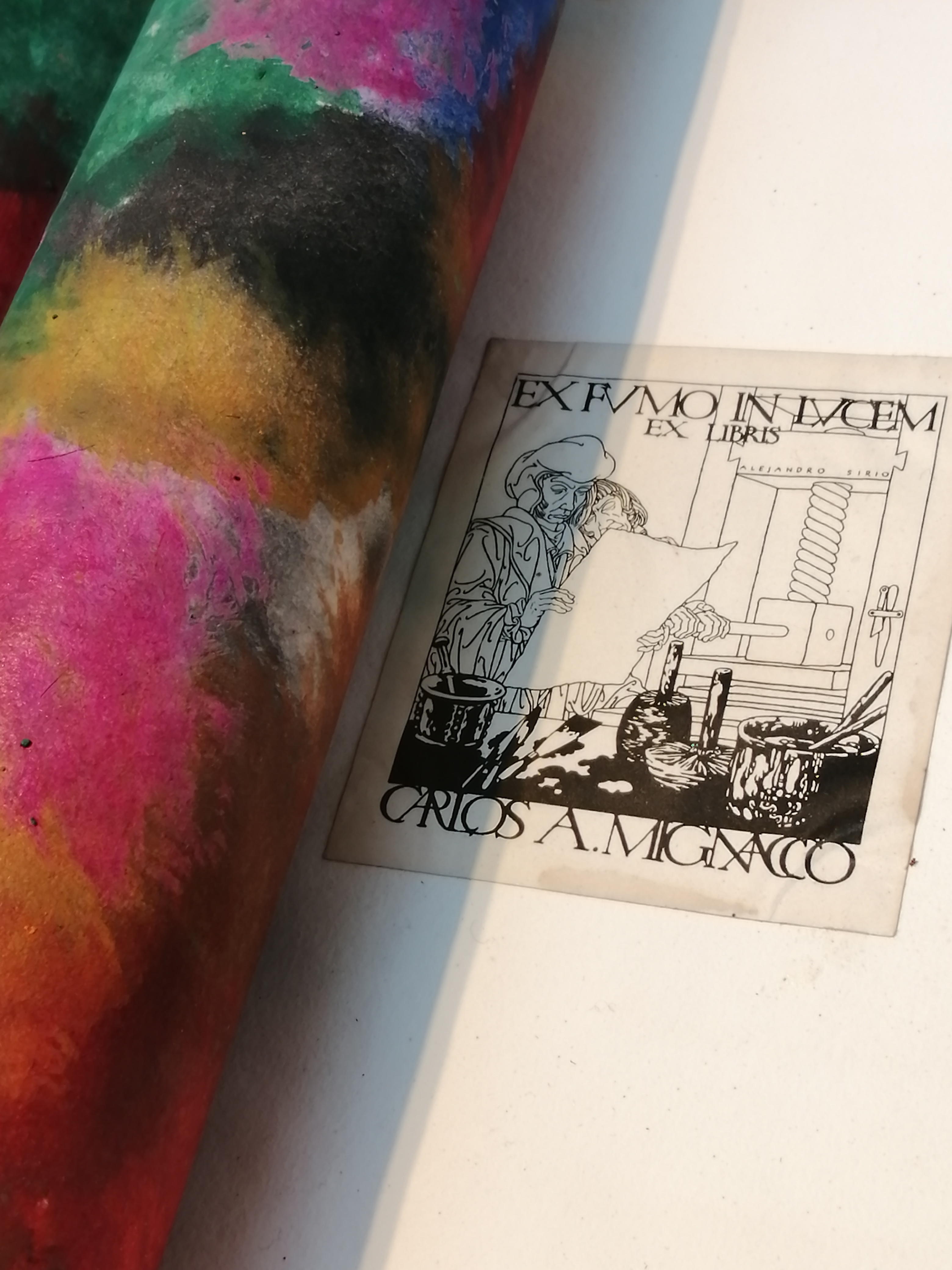
Ex libris perteneciente a Carlos A. Mignacco en la biblioteca de la Pontificia Universidad Católica Argentina

### El conde de las Navas y suCatálogo de impresos
La selección de la Real Biblioteca se ha desarrollado a partir de la bibliografía histórica y actual sobre exlibris. El conde de las Navas, en su Catálogo de impresos (1900), recogió y reprodujo algunos de los más frecuentes de la Real Biblioteca. Matilde López Serrano, en Exlibris en la Biblioteca de Palacio (1947 y 1976), amplió ese breve catálogo. Antonio Leandro Bouza, en su tratado general publicado en 1990, dedicó especial atención al análisis y descripción de los exlibris propios de los monarcas y miembros de la Casa real. A este corpus inicial se han añadido superlibros heráldicos, representativos de la sucesión de reinados desde Felipe II hasta Alfonso XIII.